# Kurinskaya
Kurinskaya (del ruso: Куринская) es una stanitsa del raión de Apsheronsk del krai de Krasnodar, en Rusia. Está situada en las vertientes septentrionales del Cáucaso Occidental, a orillas del río Pshish (a la altura de la desembocadura del Mirnushka), 25 km al oeste de Apsheronsk y 78 km al sureste de Krasnodar, la capital del krai. Tenía 1 903 habitantes en 2010.
Es cabeza del municipio Kurinskoye, al que pertenecen asimismo Gorodok, Stantsionni y Stari Kurinski.

## Historia
La localidad fue fundada en 1864. Recibió la inmigración de griegos pónticos que emigraron por las persecuciones en el Imperio otomano a finales del siglo XIX y principios del XX. Hasta 1920 pertenecía al otdel de Maikop del óblast de Kubán.

## Transporte
Cuenta con una estación (Kurinski) en el ferrocarril Armavir-Tuapsé.

## Personalidades
- Vitali Mutkó (*1958), político ruso.